# Tvoje tvář má známý hlas (4. řada)
Čtvrtá řada zábavné televizní show Tvoje tvář má známý hlas měla premiéru 2. září 2017. Finále proběhlo 18. listopadu 2017. Vítězkou se stala Berenika Kohoutová, která výhru 150 000 Kč věnovala Nadačnímu fondu Vrba.

## Formát
Každý ze soutěžících si v každém kole vylosuje jednu známou osobnost, kterou v následujícím týdnu napodobí. Slouží jim k tomu profesionální tým maskérů, tanečníků a odborníků na zpěv a herectví. Jejich úkolem je napodobit ji tak, aby zaujala porotu, která na konci večera rozdá body od 1 až po 8. Soutěžící, který má za večer nejvíce bodů, vyhraje a přiděluje 25 000 Kč libovolné charitativní společnosti. V případě remízy rozhoduje porota. O vítězi také rozhodují sami soutěžící, jelikož každý z nich má ještě pět speciálních bodů, které uděluje jednomu ze svých kolegů. Pokud se soutěžící dělí o poslední místo spolu s jiným soutěžícím, je na poslední místo vždy určen pouze jeden.
Body se průběžně sčítají až do konce jedenáctého kola – semifinále, kdy čtyři účinkující s nejvyššími počty bodů postoupí do finále. O celkovém vítězi rozhodne porota ve finálovém kole. Vítěz obdrží 150 000 Kč a předá je libovolné charitě.

## Obsazení

### Moderátor a porota
Moderátorem byl Ondřej Sokol, členy poroty se stali Jakub Kohák, Janek Ledecký a Aleš Háma. Čtvrtým porotcem byl vždy speciální host.
| Týden | Jméno              | Týden | Jméno              |
| ----- | ------------------ | ----- | ------------------ |
| 1.    | Tatiana Vilhelmová | 7.    | Lucie Polišenská   |
| 2.    | Martin Dejdar      | 8.    | Iva Pazderková     |
| 3.    | Karolína Kurková   | 9.    | Klára Vytisková    |
| 4.    | Tereza Kostková    | 10.   | Jana Kolesárová    |
| 5.    | Adéla Gondíková    | 11.   | Marta Jandová      |
| 6.    | Lucie Borhyová     | 12.   | Tatiana Vilhelmová |

### Soutěžící
Tým soutěžících se skládal z osmi známých osobností:
- čtyři ženy (Leona Machálková, Jitka Boho, Aneta Krejčíková a Berenika Kohoutová)
- čtyři muži (Dalibor Gondík, Jan Kopečný, Jan Maxián a Tomáš Matonoha)

Mezi soutěžícími měli původně být také herec, komik a tanečník Richard Genzer a tanečník Jan Onder.
| Jméno osobnosti    | Profese   | Vyhrané týdny       | Prohrané týdny | Výsledek |
| ------------------ | --------- | ------------------- | -------------- | -------- |
| Berenika Kohoutová | Herečka   | 5., 8., 11., Finále | 7.             | Vítězka  |
| Jitka Boho         | Modelka   | 1., 9.              | 6., 8.         | 2. místo |
| Jan Kopečný        | Zpěvák    | 2.                  | 1., 3.         | 3. místo |
| Aneta Krejčíková   | Herečka   | 4.                  | —              | 4. místo |
| Leona Machálková   | Zpěvačka  | 3.                  | 9.             | 5. místo |
| Dalibor Gondík     | Moderátor | 10.                 | 11.            | 6. místo |
| Jan Maxián         | Dabér     | 6.                  | 2., 10.        | 7. místo |
| Tomáš Matonoha     | Herec     | 7.                  | 4., 5.         | 8. místo |

### Mentoři
Soutěžícím při přípravách vystoupení pomáhají mentoři:
| Herectví     | Martin Dejdar             |
| Zpěv         | Linda Finková             |
| Choreografie | Yemi A.D. Angeé Svobodová |

## Přehled vítězů
| Kolo         | Soutěžící          | Vystupující jako   | Nadace                             |
| ------------ | ------------------ | ------------------ | ---------------------------------- |
| 1.           | Jitka Boho         | Beyoncé            | Nadační Fond šance onkoláčkům      |
| 2.           | Jan Kopečný        | John Newman        | Alzheimer Centrum České Budějovice |
| 3.           | Leona Machálková   | Tina Turner        | Česká asociace paraplegiků         |
| 4.           | Aneta Krejčíková   | Marika Gombitová   | Debra ČR                           |
| 5.           | Berenika Kohoutová | Jennifer Hudson    | Nadační Fond Vrba                  |
| 6.           | Jan Maxián         | R. Kelly           | Místo pro přírodu                  |
| 7.           | Tomáš Matonoha     | Rytmus             | Bílý kruh bezpečí                  |
| 8.           | Berenika Kohoutová | Loreen             | Nadační Fond Vrba                  |
| 9.           | Jitka Boho         | Montserrat Caballé | Nadační Fond šance onkoláčkům      |
| 10.          | Dalibor Gondík     | Bono               | Nadační Fond Pink Bubble           |
| 11.          | Berenika Kohoutová | Eva Pilarová       | Nadační Fond Vrba                  |
| 12. (finále) | Berenika Kohoutová | Keith Flint        | Nadační Fond Vrba                  |

## Přehled vystoupení
| Soutěžící          | První týden                          | Druhý týden             | Třetí týden                  | Čtvrtý týden                     | Pátý týden         | Šestý týden                               | Sedmý týden                 | Osmý týden                | Devátý týden         | Desátý týden      | Semifinále                       | Finále                  |
| ------------------ | ------------------------------------ | ----------------------- | ---------------------------- | -------------------------------- | ------------------ | ----------------------------------------- | --------------------------- | ------------------------- | -------------------- | ----------------- | -------------------------------- | ----------------------- |
| Berenika Kohoutová | Fergie                               | Katy Perry              | Stevie Wonder                | Julia Volkovová t.A.T.u.         | Jennifer Hudson    | Charlie Chaplin                           | Rihanna                     | Loreen                    | Ariana Grande        | Sam Smith         | Eva Pilarová                     | Keith Flint The Prodigy |
| Jitka Boho         | Beyoncé                              | Marilyn Manson          | Jackson Moore Boys Town Gang | Sia                              | Meghan Trainor     | Luis Fonsi                                | Janet Jacksonová            | Courtney Love Hole        | Montserrat Caballé   | Alesha Dixon      | Emeli Sandé                      | Selena Gomez            |
| Jan Kopečný        | Anthony Kiedis Red Hot Chili Peppers | John Newman             | Jason Derulo                 | Nicole Kidmanová                 | Hozier             | Gerard Way My Chemical Romance            | Toto Cutugno                | P!nk                      | Bruno Mars           | Tom Jones         | Michael Jackson                  | Susan Boyle             |
| Aneta Krejčíková   | Freddie Mercury Queen                | Etta James              | Christina Aguilera           | Marika Gombitová                 | The Weeknd         | Lady Gaga                                 | Joan Jett                   | Steven Tyler Aerosmith    | Gwen Stefani         | Janis Joplin      | Adele                            | Liza Minnelliová        |
| Leona Machálková   | Whoopi Goldbergová                   | Britney Spears          | Tina Turner                  | Jon Bon Jovi Bon Jovi            | Madonna            | Queen Latifah                             | Gene Kelly                  | Jennifer Lopez            | Debbie Harry Blondie | Miley Cyrus       | Bill Kaulitz Tokio Hotel         | Ariana Grande           |
| Dalibor Gondík     | Carl Douglas                         | Dolly Parton            | Elton John                   | Frank Sinatra                    | Helena Vondráčková | Michael Fitzpatrick Fitz and the Tantrums | Ozzy Osbourne Black Sabbath | Jimmy Pop Bloodhound Gang | David Škach Lunetic  | Bono U2           | Samantha Fox                     | Irena Kačírková         |
| Jan Maxián         | PSY                                  | Ondřej Hejma Žlutý pes  | Beth Ditto Gossip            | Antonio Romero Monge Los del Río | Redfoo LMFAO       | R. Kelly                                  | Nicki Minaj                 | James Arthur              | Patti Smith          | Pharrell Williams | Jean-Pierre Barda Army of Lovers | John Legend             |
| Tomáš Matonoha     | Meryl Streepová                      | Dave Gahan Depeche Mode | Michael Kocáb Pražský výběr  | Shaggy                           | Elvis Presley      | Precious Wilson Eruption                  | Rytmus                      | Johnny Cash               | H.P. Baxxter Scooter | Barbora Poláková  | James Hetfield Metallica         | Josef Bek               |

Legenda
     soutěžící se umístil na prvním místě
     soutěžící se umístil na posledním místě
     soutěžící byl nehodnocen
     soutěžící byl vyřazen

### Souhrn bodů
| Souhrn bodů        | Souhrn bodů | Souhrn bodů | Souhrn bodů | Souhrn bodů | Souhrn bodů | Souhrn bodů | Souhrn bodů | Souhrn bodů | Souhrn bodů | Souhrn bodů | Souhrn bodů | Souhrn bodů | Souhrn bodů |
| Soutěžící          | 1.          | 2.          | 3.          | 4.          | 5.          | 6.          | 7.          | 8.          | 9.          | 10.         | 11.         | Body        | Umístění    |
| ------------------ | ----------- | ----------- | ----------- | ----------- | ----------- | ----------- | ----------- | ----------- | ----------- | ----------- | ----------- | ----------- | ----------- |
| Berenika Kohoutová | 7. 11       | 3. 26       | 7. 18       | 4. 29       | 1. 52       | 7. 13       | 8. 7        | 1. 37       | 4. 20       | 2. 29       | 1. 41       | 283         | Vítězka     |
| Jitka Boho         | 1. 43       | 4. 24       | 6. 18       | 3. 29       | 7. 12       | 8. 8        | 2. 39       | 8. 10       | 1. 41       | 6. 20       | 2. 35       | 279         | 2. místo    |
| Jan Kopečný        | 8. 8        | 1. 36       | 8. 11       | 5. 22       | 2. 29       | 2. 32       | 4. 21       | 7. 13       | 2. 36       | 3. 29       | 3. 27       | 264         | 3. místo    |
| Aneta Krejčíková   | 2. 36       | 5. 23       | 2. 30       | 1. 46       | 6. 13       | 5. 21       | 7. 10       | 4. 26       | 6. 16       | 4. 25       | 5. 18       | 264         | 4. místo    |
| Leona Machálková   | 3. 28       | 6. 16       | 1. 35       | 6. 10       | 4. 23       | 3. 23       | 3. 30       | 2. 33       | 8. 9        | 5. 23       | 4. 27       | 257         | —           |
| Dalibor Gondík     | 5. 21       | 2. 28       | 5. 20       | 2. 33       | 5. 14       | 6. 18       | 6. 16       | 6. 16       | 3. 32       | 1. 34       | 8. 8        | 240         | —           |
| Jan Maxián         | 6. 15       | 8. 15       | 4. 22       | 7. 8        | 3. 29       | 1. 47       | 5. 17       | 5. 22       | 5. 20       | 8. 12       | 6. 18       | 225         | —           |
| Tomáš Matonoha     | 4. 22       | 7. 16       | 3. 30       | 8. 7        | 8. 12       | 4. 22       | 1. 44       | 3. 27       | 7. 10       | 7. 12       | 7. 10       | 212         | —           |

## Jednotlivé týdny

### První týden
- Soutěžící z předešlých řad Ondřej Ruml, Anna Slováčková, David Gránský, Milan Peroutka a Adam Mišík vystoupili jako Backstreet Boys s písní „Everybody (Backstreet's Back)“.
- Společně s Leonou Machálkovou vystoupila také Markéta Konvičková jako Wendy Makkena.

| Poř. | Soutěžící          | Osobnost           | Píseň                              | Body (porotců a bonusové) | Body (porotců a bonusové) | Body (porotců a bonusové) | Body (porotců a bonusové) | Body (porotců a bonusové) | Celkem bodů | Finální pořadí | Speciální body |
| Poř. | Soutěžící          | Osobnost           | Píseň                              | Kohák                     | Vilhelmová                | Ledecký                   | Háma                      | Bonus                     | Celkem bodů | Finální pořadí | Speciální body |
| ---- | ------------------ | ------------------ | ---------------------------------- | ------------------------- | ------------------------- | ------------------------- | ------------------------- | ------------------------- | ----------- | -------------- | -------------- |
| 1    | Aneta Krejčíková   | Freddie Mercury    | „Show Must Go On“                  | 4                         | 3                         | 5                         | 4                         | 20                        | 36          | 2.             | Jitka          |
| 2    | Jan Maxián         | PSY                | „Gentleman“                        | 5                         | 2                         | 2                         | 1                         | 5                         | 15          | 6.             | Aneta          |
| 3    | Jan Kopečný        | Anthony Kiedis     | „Under The Bridge“                 | 3                         | 1                         | 1                         | 3                         | 0                         | 8           | 8.             | Jan M.         |
| 4    | Tomáš Matonoha     | Meryl Streepová    | „Mamma Mia“                        | 8                         | 6                         | 3                         | 5                         | 0                         | 22          | 4.             | Jitka          |
| 5    | Berenika Kohoutová | Fergie             | „Fergalicious“                     | 1                         | 4                         | 4                         | 2                         | 0                         | 11          | 7.             | Aneta          |
| 6    | Leona Machálková   | Whoopi Goldbergová | „Get Up Offa That Thing“           | 6                         | 7                         | 8                         | 7                         | 0                         | 28          | 3.             | Jitka          |
| 7    | Dalibor Gondík     | Carl Douglas       | „(Everybody Was) Kung-Fu Fighting“ | 2                         | 5                         | 6                         | 8                         | 0                         | 21          | 5.             | Aneta          |
| 8    | Jitka Boho         | Beyoncé            | „Listen“                           | 7                         | 8                         | 7                         | 6                         | 15                        | 43          | Vítězka        | Aneta          |

### Druhý týden
- Porotci Aleš Háma a Jakub Kohák společně s Adélou Gondíkovou na začátku vystoupili jako Boney M. s písní „Hooray! Horray! It´s a Holi – Holiday!“.

| Poř. | Soutěžící          | Osobnost       | Píseň                             | Body (porotců a bonusové) | Body (porotců a bonusové) | Body (porotců a bonusové) | Body (porotců a bonusové) | Body (porotců a bonusové) | Celkem bodů | Finální pořadí | Speciální body |
| Poř. | Soutěžící          | Osobnost       | Píseň                             | Kohák                     | Dejdar                    | Ledecký                   | Háma                      | Bonus                     | Celkem bodů | Finální pořadí | Speciální body |
| ---- | ------------------ | -------------- | --------------------------------- | ------------------------- | ------------------------- | ------------------------- | ------------------------- | ------------------------- | ----------- | -------------- | -------------- |
| 1    | Leona Machálková   | Britney Spears | „Oops!… I Did It Again“           | 3                         | 5                         | 2                         | 1                         | 5                         | 16          | 6.             | Dalibor        |
| 2    | Jitka Boho         | Marilyn Manson | „Sweet Dreams (Are Made of This)“ | 8                         | 3                         | 6                         | 7                         | 0                         | 24          | 4.             | Dalibor        |
| 3    | Aneta Krejčíková   | Etta James     | „At Last“                         | 5                         | 7                         | 4                         | 2                         | 5                         | 23          | 5.             | Dalibor        |
| 4    | Berenika Kohoutová | Katy Perry     | „Roar“                            | 6                         | 2                         | 7                         | 6                         | 5                         | 26          | 3.             | Jan K.         |
| 5    | Dalibor Gondík     | Dolly Parton   | „Jolene“                          | 2                         | 4                         | 3                         | 4                         | 15                        | 28          | 2.             | Leona          |
| 6    | Jan Kopečný        | John Newman    | „Love Me Again“                   | 7                         | 8                         | 8                         | 8                         | 5                         | 36          | Vítěz          | Berenika       |
| 7    | Jan Maxián         | Ondřej Hejma   | „Modrá (Je Dobrá)“                | 1                         | 6                         | 5                         | 3                         | 0                         | 15          | 8.             | Tomáš          |
| 8    | Tomáš Matonoha     | Dave Gahan     | „Enjoy The Silence“               | 4                         | 1                         | 1                         | 5                         | 5                         | 16          | 7.             | Aneta          |

### Třetí týden
- S Tomášem Matonohou vystoupil Pražský výběr.
- S Jitkou Boho vystoupil Ondřej Sokol a David Gránský jako Robin Charin a Phill Manganello.

| Poř. | Soutěžící          | Osobnost           | Píseň                        | Body (porotců a bonusové) | Body (porotců a bonusové) | Body (porotců a bonusové) | Body (porotců a bonusové) | Body (porotců a bonusové) | Celkem bodů | Finální pořadí | Speciální body |
| Poř. | Soutěžící          | Osobnost           | Píseň                        | Kohák                     | Kurková                   | Ledecký                   | Háma                      | Bonus                     | Celkem bodů | Finální pořadí | Speciální body |
| ---- | ------------------ | ------------------ | ---------------------------- | ------------------------- | ------------------------- | ------------------------- | ------------------------- | ------------------------- | ----------- | -------------- | -------------- |
| 1    | Jan Kopečný        | Jason Derulo       | „Talk Dirty“                 | 4                         | 1                         | 4                         | 2                         | 0                         | 11          | 8.             | Tomáš          |
| 2    | Berenika Kohoutová | Stevie Wonder      | „Part-Time Lover“            | 5                         | 2                         | 1                         | 5                         | 5                         | 18          | 7.             | Jan M.         |
| 3    | Aneta Krejčíková   | Christina Aguilera | „Tough Lover“                | 8                         | 7                         | 8                         | 7                         | 0                         | 30          | 2.             | Leona          |
| 4    | Tomáš Matonoha     | Michael Kocáb      | „Snaživec“                   | 1                         | 5                         | 6                         | 8                         | 10                        | 30          | 3.             | Dalibor        |
| 5    | Jitka Boho         | Jackson Moore      | „Can't Take My Eyes Off You“ | 3                         | 4                         | 5                         | 1                         | 5                         | 18          | 6.             | Leona          |
| 6    | Dalibor Gondík     | Elton John         | „I'm Still Standing“         | 6                         | 3                         | 2                         | 4                         | 5                         | 20          | 5.             | Berenika       |
| 7    | Leona Machálková   | Tina Turner        | „The Best“                   | 7                         | 8                         | 7                         | 3                         | 10                        | 35          | Vítězka        | Tomáš          |
| 8    | Jan Maxián         | Beth Ditto         | „Heavy Cross“                | 2                         | 6                         | 3                         | 6                         | 5                         | 22          | 4.             | Jitka          |

### Čtvrtý týden
- S Jitkou Boho vystoupili Anna Palková jako Maddie Ziegler a Viktor Švidro jako Shia LaBeouf.
- S Janem Maxiánem vystoupil Miroslav Etzler jako Rafael Ruíz Perdigones.
- S Berenikou Kohoutovou vystoupila Markéta Konvičková jako Lena Katinová.
- S Janem Kopečným vystoupil Milan Peroutka jako Robbie Williams.

| Poř. | Soutěžící          | Osobnost             | Píseň              | Body (porotců a bonusové) | Body (porotců a bonusové) | Body (porotců a bonusové) | Body (porotců a bonusové) | Body (porotců a bonusové) | Celkem bodů | Finální pořadí | Speciální body |
| Poř. | Soutěžící          | Osobnost             | Píseň              | Kohák                     | Kostková                  | Ledecký                   | Háma                      | Bonus                     | Celkem bodů | Finální pořadí | Speciální body |
| ---- | ------------------ | -------------------- | ------------------ | ------------------------- | ------------------------- | ------------------------- | ------------------------- | ------------------------- | ----------- | -------------- | -------------- |
| 1    | Leona Machálková   | Jon Bon Jovi         | „It's My Life“     | 1                         | 2                         | 3                         | 4                         | 0                         | 10          | 6.             | Aneta          |
| 2    | Jitka Boho         | Sia                  | „Elastic Heart“    | 7                         | 6                         | 8                         | 3                         | 5                         | 29          | 3.             | Aneta          |
| 3    | Jan Maxián         | Antonio Romero Monge | „Macarena“         | 3                         | 1                         | 2                         | 2                         | 0                         | 8           | 7.             | Dalibor        |
| 4    | Dalibor Gondík     | Frank Sinatra        | „My Way“           | 5                         | 7                         | 4                         | 7                         | 10                        | 33          | 2.             | Jitka          |
| 5    | Berenika Kohoutová | Julia Volkovová      | „Nas Ne Dogonyat“  | 4                         | 4                         | 6                         | 5                         | 10                        | 29          | 4.             | Aneta          |
| 6    | Jan Kopečný        | Nicole Kidmanová     | „Somethin' Stupid“ | 6                         | 5                         | 5                         | 6                         | 0                         | 22          | 5.             | Dalibor        |
| 7    | Tomáš Matonoha     | Shaggy               | „Boombastic“       | 2                         | 3                         | 1                         | 1                         | 0                         | 7           | 8.             | Berenika       |
| 8    | Aneta Krejčíková   | Marika Gombitová     | „Vyznanie“         | 8                         | 8                         | 7                         | 8                         | 15                        | 46          | Vítězka        | Berenika       |

### Pátý týden
- S Janem Maxiánem vystoupil Roman Vojtek jako Sky Blu.

| Poř. | Soutěžící          | Osobnost           | Píseň                                | Body (porotců a bonusové) | Body (porotců a bonusové) | Body (porotců a bonusové) | Body (porotců a bonusové) | Body (porotců a bonusové) | Celkem bodů | Finální pořadí | Speciální body |
| Poř. | Soutěžící          | Osobnost           | Píseň                                | Kohák                     | Gondíková                 | Ledecký                   | Háma                      | Bonus                     | Celkem bodů | Finální pořadí | Speciální body |
| ---- | ------------------ | ------------------ | ------------------------------------ | ------------------------- | ------------------------- | ------------------------- | ------------------------- | ------------------------- | ----------- | -------------- | -------------- |
| 1    | Dalibor Gondík     | Helena Vondráčková | „Pátá“                               | 4                         | 1                         | 2                         | 2                         | 5                         | 14          | 5.             | Jan K.         |
| 2    | Jan Kopečný        | Hozier             | „Take Me To Church“                  | 6                         | 7                         | 6                         | 5                         | 5                         | 29          | 2.             | Aneta          |
| 3    | Jan Maxián         | Redfoo             | „Party Rock Anthem“                  | 7                         | 6                         | 4                         | 7                         | 5                         | 29          | 3.             | Berenika       |
| 4    | Tomáš Matonoha     | Elvis Presley      | „The Wonder Of You“                  | 2                         | 4                         | 3                         | 3                         | 0                         | 12          | 8.             | Berenika       |
| 5    | Jitka Boho         | Meghan Trainor     | „Dear Future Husband“                | 1                         | 2                         | 5                         | 4                         | 0                         | 12          | 7.             | Berenika       |
| 6    | Aneta Krejčíková   | The Weeknd         | „Starboy“                            | 3                         | 3                         | 1                         | 1                         | 5                         | 13          | 6.             | Berenika       |
| 7    | Leona Machálková   | Madonna            | „La Isla Bonita“                     | 5                         | 5                         | 7                         | 6                         | 0                         | 23          | 4.             | Jan M.         |
| 8    | Berenika Kohoutová | Jennifer Hudson    | „And I Am Telling You I'm Not Going“ | 8                         | 8                         | 8                         | 8                         | 20                        | 52          | Vítězka        | Dalibor        |

### Šestý týden
- Jan Kopečný vystoupil jako Hozier společně s porotcem Alešem Hámou jako Sergei Polunin.
- S Jitkou Boho vystoupil Adam Kraus jako Daddy Yankee.

| Poř. | Soutěžící          | Osobnost            | Píseň                         | Body (porotců a bonusové) | Body (porotců a bonusové) | Body (porotců a bonusové) | Body (porotců a bonusové) | Body (porotců a bonusové) | Celkem bodů | Finální pořadí | Speciální body |
| Poř. | Soutěžící          | Osobnost            | Píseň                         | Kohák                     | Borhyová                  | Ledecký                   | Háma                      | Bonus                     | Celkem bodů | Finální pořadí | Speciální body |
| ---- | ------------------ | ------------------- | ----------------------------- | ------------------------- | ------------------------- | ------------------------- | ------------------------- | ------------------------- | ----------- | -------------- | -------------- |
| 1    | Aneta Krejčíková   | Lady Gaga           | „Born This Way“               | 5                         | 5                         | 6                         | 5                         | 0                         | 21          | 5.             | Jan M.         |
| 2    | Tomáš Matonoha     | Precious Wilson     | „One Way Ticket“              | 4                         | 1                         | 3                         | 4                         | 10                        | 22          | 4.             | Jan M.         |
| 3    | Jan Kopečný        | Gerard Way          | „Welcome To The Black Parade“ | 7                         | 7                         | 7                         | 6                         | 5                         | 32          | 2.             | Leona          |
| 4    | Dalibor Gondík     | Michael Fitzpatrick | „HandClap“                    | 1                         | 6                         | 4                         | 7                         | 0                         | 18          | 6.             | Tomáš          |
| 5    | Berenika Kohoutová | Charlie Chaplin     | „Non-sense Song“              | 2                         | 3                         | 2                         | 1                         | 5                         | 13          | 7.             | Tomáš          |
| 6    | Jan Maxián         | R. Kelly            | „I Believe I Can Fly“         | 8                         | 8                         | 8                         | 8                         | 15                        | 47          | Vítěz          | Jan K.         |
| 7    | Jitka Boho         | Luis Fonsi          | „Despacito“                   | 3                         | 2                         | 1                         | 2                         | 0                         | 8           | 8.             | Jan M.         |
| 8    | Leona Machálková   | Queen Latifah       | „When You're Good To Mama“    | 6                         | 4                         | 5                         | 3                         | 5                         | 23          | 3.             | Berenika       |

### Sedmý týden
- Markéta Procházková, Anna Fialová a Anna Slováčková vystoupily jako Christina Aguilera, P!nk a Lil' Kim s písní „Lady Marmalade“ z filmu Moulin Rouge.

| Poř. | Soutěžící          | Osobnost         | Píseň                  | Body (porotců a bonusové) | Body (porotců a bonusové) | Body (porotců a bonusové) | Body (porotců a bonusové) | Body (porotců a bonusové) | Celkem bodů | Finální pořadí | Speciální body |
| Poř. | Soutěžící          | Osobnost         | Píseň                  | Kohák                     | Polišenská                | Ledecký                   | Háma                      | Bonus                     | Celkem bodů | Finální pořadí | Speciální body |
| ---- | ------------------ | ---------------- | ---------------------- | ------------------------- | ------------------------- | ------------------------- | ------------------------- | ------------------------- | ----------- | -------------- | -------------- |
| 1    | Dalibor Gondík     | Ozzy Osbourne    | „Paranoid“             | 2                         | 5                         | 4                         | 5                         | 0                         | 16          | 6.             | Jan M.         |
| 2    | Berenika Kohoutová | Rihanna          | „Umbrella“             | 1                         | 1                         | 2                         | 3                         | 0                         | 7           | 8.             | Jitka          |
| 3    | Aneta Krejčíková   | Joan Jett        | „I Love Rock 'N' Roll“ | 3                         | 4                         | 1                         | 2                         | 0                         | 10          | 7.             | Tomáš          |
| 4    | Jan Maxián         | Nicki Minaj      | „Super Bass“           | 5                         | 3                         | 3                         | 1                         | 5                         | 17          | 5.             | Leona          |
| 5    | Leona Machálková   | Gene Kelly       | „Singing In The Rain“  | 6                         | 8                         | 5                         | 6                         | 5                         | 30          | 3.             | Jan K.         |
| 6    | Tomáš Matonoha     | Rytmus           | „Jebe“                 | 8                         | 6                         | 7                         | 8                         | 15                        | 44          | Vítěz          | Jitka          |
| 7    | Jan Kopečný        | Toto Cutugno     | „L'Italiano“           | 4                         | 2                         | 6                         | 4                         | 5                         | 21          | 4.             | Tomáš          |
| 8    | Jitka Boho         | Janet Jacksonová | „Rhythm Nation“        | 7                         | 7                         | 8                         | 7                         | 10                        | 39          | 2.             | Tomáš          |

### Osmý týden
- Iva Pazderková na konci vystoupila jako Jim Morrison ze skupiny The Doors s písní „Break on Through (To the Other Side)“.

| Poř. | Soutěžící          | Osobnost       | Píseň             | Body (porotců a bonusové) | Body (porotců a bonusové) | Body (porotců a bonusové) | Body (porotců a bonusové) | Body (porotců a bonusové) | Celkem bodů | Finální pořadí | Speciální body |
| Poř. | Soutěžící          | Osobnost       | Píseň             | Kohák                     | Pazderková                | Ledecký                   | Háma                      | Bonus                     | Celkem bodů | Finální pořadí | Speciální body |
| ---- | ------------------ | -------------- | ----------------- | ------------------------- | ------------------------- | ------------------------- | ------------------------- | ------------------------- | ----------- | -------------- | -------------- |
| 1    | Dalibor Gondík     | Jimmy Pop      | „The Bad Touch“   | 1                         | 3                         | 3                         | 4                         | 5                         | 16          | 6.             | Aneta          |
| 2    | Aneta Krejčíková   | Steven Tyler   | „Crazy“           | 4                         | 8                         | 1                         | 8                         | 5                         | 26          | 4.             | Berenika       |
| 3    | Jan Kopečný        | P!nk           | „U + Ur Hand“     | 3                         | 1                         | 2                         | 2                         | 5                         | 13          | 7.             | Dalibor        |
| 4    | Leona Machálková   | Jennifer Lopez | „Ain’t Your Mama“ | 8                         | 6                         | 7                         | 7                         | 5                         | 33          | 2.             | Tomáš          |
| 5    | Berenika Kohoutová | Loreen         | „Euphoria“        | 7                         | 7                         | 8                         | 5                         | 10                        | 37          | Vítězka        | Jan            |
| 6    | Jitka Boho         | Courtney Love  | „Celebrity Skin“  | 2                         | 2                         | 5                         | 1                         | 0                         | 10          | 8.             | Jan            |
| 7    | Jan Maxián         | James Arthur   | „Impossible“      | 6                         | 4                         | 4                         | 3                         | 5                         | 22          | 5.             | Berenika       |
| 8    | Tomáš Matonoha     | Johnny Cash    | „Hurt“            | 5                         | 5                         | 6                         | 6                         | 5                         | 27          | 3.             | Leona          |

### Devátý týden
- S Daliborem Gondíkem vystoupili Adéla Gondíková, Aleš Lehký a Václav Jelínek jako Lunetic.
- S Jitkou Boho vystoupil David Gránský jako Freddie Mercury.

| Poř. | Soutěžící          | Osobnost           | Píseň                   | Body (porotců a bonusové) | Body (porotců a bonusové) | Body (porotců a bonusové) | Body (porotců a bonusové) | Body (porotců a bonusové) | Celkem bodů | Finální pořadí | Speciální body |
| Poř. | Soutěžící          | Osobnost           | Píseň                   | Kohák                     | Vytisková                 | Ledecký                   | Háma                      | Bonus                     | Celkem bodů | Finální pořadí | Speciální body |
| ---- | ------------------ | ------------------ | ----------------------- | ------------------------- | ------------------------- | ------------------------- | ------------------------- | ------------------------- | ----------- | -------------- | -------------- |
| 1    | Aneta Krejčíková   | Gwen Stefani       | „What You Waiting For?“ | 5                         | 6                         | 4                         | 1                         | 0                         | 16          | 6.             | Jitka          |
| 2    | Jan Maxián         | Patti Smith        | „Because The Night“     | 4                         | 7                         | 6                         | 3                         | 0                         | 20          | 5.             | Dalibor        |
| 3    | Jan Kopečný        | Bruno Mars         | „Runaway Baby“          | 6                         | 5                         | 7                         | 8                         | 10                        | 36          | 2.             | Dalibor        |
| 4    | Leona Machálková   | Debbie Harry       | „One Way or Another“    | 2                         | 3                         | 2                         | 2                         | 0                         | 9           | 8.             | Jitka          |
| 5    | Dalibor Gondík     | David Škach        | „Máma“                  | 7                         | 1                         | 3                         | 6                         | 15                        | 32          | 3.             | Berenika       |
| 6    | Tomáš Matonoha     | H.P. Baxxter       | „Maria (Like It Loud)“  | 3                         | 2                         | 1                         | 4                         | 0                         | 10          | 7.             | Jan K.         |
| 7    | Berenika Kohoutová | Ariana Grande      | „Side to Side“          | 1                         | 4                         | 5                         | 5                         | 5                         | 20          | 4.             | Jan K.         |
| 8    | Jitka Boho         | Montserrat Caballé | „Barcelona“             | 8                         | 8                         | 8                         | 7                         | 10                        | 41          | Vítězka        | Dalibor        |

### Desátý týden
- Spolu s Tomášem Matonohou vystoupila Barbora Poláková jako Martha Issová.

| Poř. | Soutěžící          | Osobnost          | Píseň                            | Body (porotců a bonusové) | Body (porotců a bonusové) | Body (porotců a bonusové) | Body (porotců a bonusové) | Body (porotců a bonusové) | Celkem bodů | Finální pořadí | Speciální body |
| Poř. | Soutěžící          | Osobnost          | Píseň                            | Kohák                     | Kolesárová                | Ledecký                   | Háma                      | Bonus                     | Celkem bodů | Finální pořadí | Speciální body |
| ---- | ------------------ | ----------------- | -------------------------------- | ------------------------- | ------------------------- | ------------------------- | ------------------------- | ------------------------- | ----------- | -------------- | -------------- |
| 1    | Jitka Boho         | Alesha Dixon      | „The Boy Does Nothing“           | 5                         | 4                         | 5                         | 1                         | 5                         | 20          | 6.             | Berenika       |
| 2    | Jan Maxián         | Pharrell Williams | „Get Lucky“                      | 1                         | 3                         | 3                         | 5                         | 0                         | 12          | 8.             | Aneta          |
| 3    | Leona Machálková   | Miley Cyrus       | „Can't Be Tamed“                 | 2                         | 2                         | 6                         | 3                         | 10                        | 23          | 5.             | Dalibor        |
| 4    | Jan Kopečný        | Tom Jones         | „Delilah“                        | 7                         | 8                         | 8                         | 6                         | 0                         | 29          | 3.             | Jitka          |
| 5    | Tomáš Matonoha     | Barbora Poláková  | „Nafrněná“                       | 3                         | 1                         | 4                         | 4                         | 0                         | 12          | 7.             | Aneta          |
| 6    | Dalibor Gondík     | Bono              | „Where The Streets Have No Name“ | 8                         | 7                         | 1                         | 8                         | 10                        | 34          | Vítěz          | Leona          |
| 7    | Aneta Krejčíková   | Janis Joplin      | „Piece Of My Heart“              | 6                         | 5                         | 2                         | 2                         | 10                        | 25          | 4.             | Dalibor        |
| 8    | Berenika Kohoutová | Sam Smith         | „Stay With Me“                   | 4                         | 6                         | 7                         | 7                         | 5                         | 29          | 2.             | Leona          |

### Jedenáctý týden (semifinále)
- S Janem Maxiánem vystoupili Ondřej Sokol a Linda Finková jako Army of Lovers.
- S Berenikou Kohoutovou vystoupil Jan Cina jako Karel Gott.
- Všichni soutěžící vystoupili s písní „Unforgettable“ od Nate King Colea.

| Poř. | Soutěžící          | Osobnost          | Píseň                            | Body (porotců a bonusové) | Body (porotců a bonusové) | Body (porotců a bonusové) | Body (porotců a bonusové) | Body (porotců a bonusové) | Celkem bodů | Finální pořadí | Speciální body |
| Poř. | Soutěžící          | Osobnost          | Píseň                            | Kohák                     | Jandová                   | Ledecký                   | Háma                      | Bonus                     | Celkem bodů | Finální pořadí | Speciální body |
| ---- | ------------------ | ----------------- | -------------------------------- | ------------------------- | ------------------------- | ------------------------- | ------------------------- | ------------------------- | ----------- | -------------- | -------------- |
| 1    | Jan Maxián         | Jean-Pierre Barda | „Crucified“                      | 1                         | 4                         | 1                         | 2                         | 10                        | 18          | 6.             | Berenika       |
| 2    | Tomáš Matonoha     | James Hetfield    | „Nothing Else Matters“           | 3                         | 2                         | 4                         | 1                         | 0                         | 10          | 7.             | Jan K.         |
| 3    | Jan Kopečný        | Michael Jackson   | „Billie Jean“                    | 5                         | 3                         | 7                         | 7                         | 5                         | 27          | 3.             | Berenika       |
| 4    | Dalibor Gondík     | Samantha Fox      | „Touch Me“                       | 2                         | 1                         | 2                         | 3                         | 0                         | 8           | 8.             | Jitka          |
| 5    | Berenika Kohoutová | Eva Pilarová      | „Je nebezpečné dotýkat se hvězd“ | 8                         | 7                         | 8                         | 8                         | 10                        | 41          | Vítězka        | Jan M.         |
| 6    | Leona Machálková   | Bill Kaulitz      | „Scream“                         | 6                         | 6                         | 6                         | 4                         | 5                         | 27          | 4.             | Jan M.         |
| 7    | Jitka Boho         | Emeli Sandé       | „Next To Me“                     | 7                         | 8                         | 5                         | 5                         | 10                        | 35          | 2.             | Leona          |
| 8    | Aneta Krejčíková   | Adele             | „Hello“                          | 4                         | 5                         | 3                         | 6                         | 0                         | 18          | 5.             | Jitka          |

### Dvanáctý týden (finále)
- Hana Holišová, Tatiana Vilhelmová a Jan Cina vystoupili jako Jessie J, Nicki Minaj a Ariana Grande s písní „Bang, Bang“.

| Poř. | Soutěžící          | Osobnost         | Píseň                       | Finální pořadí |
| ---- | ------------------ | ---------------- | --------------------------- | -------------- |
| 1    | Berenika Kohoutová | Keith Flint      | „Firestarter“               | Vítězka        |
| 2    | Leona Machálková   | Ariana Grande    | „Beauty and the Beast“      | 5.             |
| 2    | Jan Maxián         | John Legend      | „Beauty and the Beast“      | 7.             |
| 3    | Jitka Boho         | Selena Gomez     | „Love You Like A Love Song“ | 2.             |
| 4    | Aneta Krejčíková   | Liza Minnelliová | „Single Ladies“             | 4.             |
| 5    | Dalibor Gondík     | Irena Kačírková  | „Dáme si do bytu“           | 6.             |
| 5    | Tomáš Matonoha     | Josef Bek        | „Dáme si do bytu“           | 8.             |
| 6    | Jan Kopečný        | Susan Boyle      | „Wild Horses“               | 3.             |

## Sledovanost
| Pořadí | Epizoda                 | Datum premiéry     | Sledovanost Česko | Sledovanost Česko | Sledovanost Česko | Sledovanost Česko | Sledovanost Česko |
| Pořadí | Epizoda                 | Datum premiéry     | 15+               | Share             | Share             | Share             | Ref.              |
| Pořadí | Epizoda                 | Datum premiéry     | 15+               | 15+               | 15–54             | 15–69             | Ref.              |
| ------ | ----------------------- | ------------------ | ----------------- | ----------------- | ----------------- | ----------------- | ----------------- |
| 1      | První týden             | 2. září 2017       | 1 086 000         | 35 %              | 43 %              | 38 %              | [ 3 ]             |
| 2      | Druhý týden             | 9. září 2017       | 1 053 000         | 34 %              | 40 %              | 37 %              | [ 4 ]             |
| 3      | Třetí týden             | 16. září 2017      | 985 000           | 30 %              | 32 %              | 30 %              | [ 5 ]             |
| 4      | Čtvrtý týden            | 23. září 2017      | 1 062 000         | 31 %              | 36 %              | 33 %              | [ 6 ]             |
| 5      | Pátý týden              | 30. září 2017      | 993 000           | 31 %              | 37 %              | 33 %              | [ 7 ]             |
| 6      | Šestý týden             | 7. října 2017      | 1 252 000         | 32 %              | 39 %              | 35 %              | [ 8 ]             |
| 7      | Sedmý týden             | 14. října 2017     | 1 142 000         | 32 %              | 40 %              | 35 %              | [ 9 ]             |
| 8      | Osmý týden              | 21. října 2017     | 966 000           | 28 %              | 32 %              | 30 %              | [ 10 ]            |
| 9      | Devátý týden            | 28. října 2017     | 1 108 000         | 29 %              | 34 %              | 32 %              | —                 |
| 10     | Desátý týden            | 4. listopadu 2017  | 1 034 000         | 30 %              | 35 %              | 32 %              | [ 11 ]            |
| 11     | Jedenáctý týden         | 11. listopadu 2017 | 1 099 000         | 31 %              | 39 %              | 35 %              | [ 12 ]            |
| 12     | Dvanáctý týden (finále) | 18. listopadu 2017 | 1 166 000         | 33 %              | 37 %              | 34 %              | [ 13 ]            |
| Průměr | Průměr                  | Průměr             | 1 102 000         | 31 %              | 37 %              | 34 %              | —                 |
| 13     | Silvestrovský sestřih   | 31. prosince 2017  | 696 000           | 19 %              | 25 %              | 22 %              | [ 14 ]            |

### Silvestrovský sestřih
Dne 31. prosince 2017 byl pro diváky připraven silvestrovský sestřih pořadu s podtitulem To nejlepší. Obsahoval nejlepší vystoupení ze třetí a čtvrté řady soutěže a moderátor Ondřej Sokol provázel diváky celým zákulisím. Vystoupila Markéta Konvičková jako James Hetfield, Martha Issová jako Marie Rottrová, Martin Dejdar jako Bill Nighy, Milan Peroutka jako Petr Muk, Aleš Háma jako Ozzy Osbourne, Jan Kopečný jako Bruno Mars, Leona Machálková jako Queen Latifah, Aneta Krejčíková jako Janis Joplin a další. Byli pozváni i speciální hosté. Sestřih probíhal v neděli od 20.40 do 0.00.